# Synagoge (Więcbork)

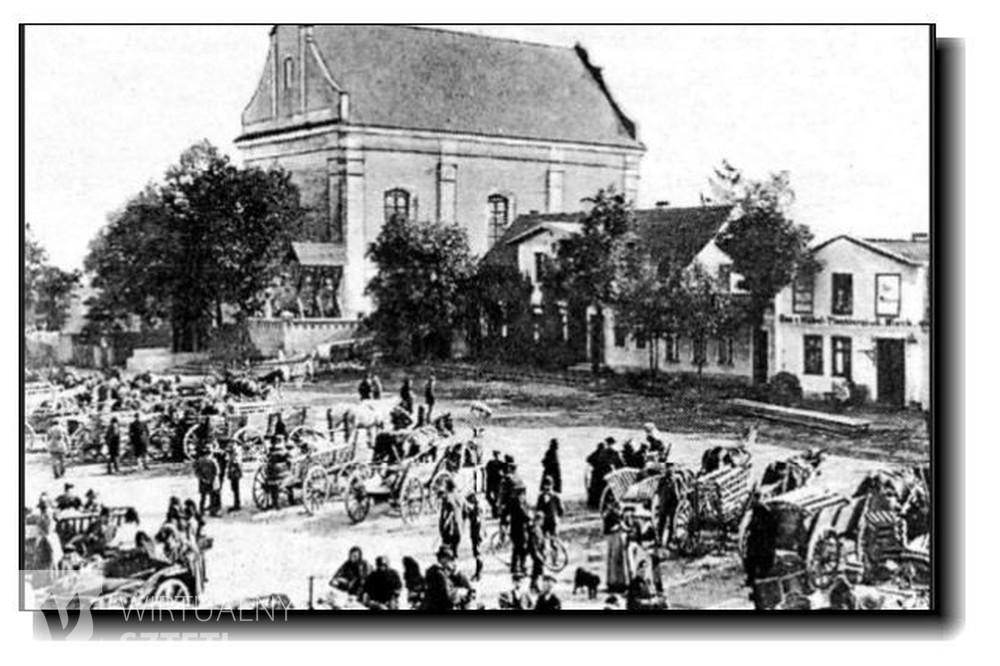
Vor 1911

Die Synagoge in Więcbork (deutsch Vandsburg), einer Stadt in der Woiwodschaft Kujawien-Pommern in Polen, wurde 1811 errichtet. Die Synagoge im Stil des Historismus befand sich an der Straße Hallera Nr. 11. 
Sie wurde während des Zweiten Weltkriegs von den deutschen Besatzern zerstört.